# Relationel æstetik
Relationel æstetik er en nyere kunstretning, der ønsker at bringe kunsten ud af kunstinstitutionen og det private og ind i samfundets sociale områder med deres mellemmenneskelige relationer, fx byen, arbejdspladsen, virksomheden.
Retningens manifest er Nicolas Bourriauds bog Relationel Æstetik (Esthétique relationnelle, 1998).